# Улица Шаврова (Санкт-Петербург)
Улица Шавро́ва — магистраль в Приморском районе Санкт-Петербурга. Проходит от Планерной улицы до Мартыновской улицы.

## История
Получила своё имя 22 сентября 1989 года в честь известного советского авиаконструктора и историка самолётостроения Вадима Борисовича Шаврова.
По состоянию на 2022 год улица состоит из двух отдельных участков:
- Первый участок проходит от Планерной улицы до проспекта Королева
- Второй участок - от проспекта Королева до Мартыновской улицы

## Пересечения
Пересекает:  
- проспект Авиаконструкторов,
- Комендантский проспект,
- проспект Королёва.

## Объекты
- УПФР в Приморском районе Санкт-Петербурга, дом 1
- Комплексный центр социального обслуживания населения Приморского района Санкт-Петербурга, дом 4
- Муниципальный совет и местная администрация МО "Юнтолово", дом 5 корпус 1
- Отдел вселения и регистрационного учёта граждан Приморского района, дом 5 корпус 1
- ПТО "Улица Шаврова", дом 12
- Городская поликлиника  №114, поликлиническое отделение № 115, дом 19 корпус 1
- Городская поликлиника №114,  детское поликлиническое отделение №75, дом 21 корпус 2
- Детский сад № 79, дом 25 корпус 2
- Административный и социально-бытовой комплекс, дом 26

## Транспорт
- Автобусные маршруты № 76, 79, 85, 135, 170, 171, 182, 184, 202
- Трамвайные маршруты (кольцо трамваев) № 18, 47, 55
- Троллейбусные маршруты № 2, 23, 50